# Dawungsari (Pegandon)
Dawungsari is een bestuurslaag in het regentschap Kendal van de provincie Midden-Java, Indonesië. Dawungsari telt 1395 inwoners (volkstelling 2010).